# Горб, Владимир Александрович
Горб Владимир Александрович (31 декабря 1903, Одесса, Российская Империя — 20 октября 1988, Ленинград, СССР) — советский живописец, график, педагог, профессор Ленинградского института живописи, скульптуры и архитектуры имени И. Е. Репина.
Заслуженный деятель искусств РСФСР (1970), член Ленинградской организации Союза художников РСФСР.

## Биография
Родился 31 декабря 1903 года в Одессе.
В 1920 году поступил в Одесский художественный институт. Занимался у К. Костанди, П. Волокидина, Т. Фраермана, М. Замечека.
в 1926 после окончания института приехал в Ленинград и поступил в ВХУТЕИН. Занимался у Аркадия Рылова, Александра Карева, Павла Наумова, Александра Савинова, Кузьмы Петрова-Водкина, Дмитрия Киплика, который окончил в 1930 году. Дипломная работа — «Защита Ленинграда. Строительство» (участие в росписи клубного зала). В 1933—1935 годах занимался в аспирантуре института под руководством Александра Савинова.
Участник выставок с 1925 года. Писал портреты, пейзажи, жанровые композиции, натюрморты. Работал в технике масляной живописи, акварели, карандашного рисунка. Персональная выставка художника состоялась в Ленинграде в 1967 году.
Наибольшее признание получили портреты современников, исполненные художником в 1920—1940 годах, в том числе известных деятелей науки и искусства. Лучшие из них отличают лаконизм выразительных средств, глубина и особая деликатность в передаче характера и духовного мира модели, стремление найти и удержать на холсте характерные черты внешнего облика. В 1950—1980-е годы много работал в жанре пейзажа и натюрморта.
Член Ленинградской организации Союза художников РСФСР с 1937 года.
Свыше полувека Горб посвятил педагогической работе, сначала в Таврическом художественном училище (1930—1931), затем в Средней художественной школе при Всероссийской Академии художеств (1937—1947, директор в 1942—1947) и Ленинградском институте живописи, скульптуры и архитектуры имени И. Е. Репина (1931—1979), профессором которого являлся с 1972 года.
В феврале 1942 года Горб, сменив директора СХШ К. М. Лепилова, руководил эвакуацией Средней художественной школы из блокадного Ленинграда сначала в Тбилиси, а затем в Самарканд. В 1944 году после снятия блокады руководил возвращением учеников школы сначала в Загорск, а в июле — в Ленинград. С 1942 по 1947 г. был директором СХШ.
В 1970 году за многолетнюю плодотворную художественную и педагогическую деятельность Владимиру Горбу было присвоено почётное звание Заслуженный деятель искусств Российской Федерации.
Скончался 20 октября 1988 года в Ленинграде на 85-м году жизни.
Произведения В. А. Горба находятся в собрании Государственного Русского музея, в музеях и частных коллекциях в России, КНР, Украине, Японии, Германии, Италии и других странах.

## Выставки
- 1947 год (Ленинград): Выставка произведений ленинградских художников.
- 1951 год (Ленинград): Выставка произведений ленинградских художников.
- 1954 год (Ленинград): Весенняя выставка произведений ленинградских художников.
- 1955 год (Ленинград): Весенняя выставка произведений ленинградских художников.
- 1956 год (Ленинград): Осенняя выставка произведений ленинградских художников.
- 1960 год (Ленинград): Выставка произведений ленинградских художников 1960 года.
- 1960 год (Ленинград): Выставка произведений ленинградских художников.
- 1962 год (Ленинград): Осенняя выставка произведений ленинградских художников.
- 1967 год (Ленинград): Выставка произведений Владимира Александровича Горба в Музее Академии художеств.
- 1968 год (Ленинград): Осенняя выставка произведений ленинградских художников.
- 1972 год (Ленинград): По Родной стране. Выставка произведений ленинградских художников.
- 1973 год (Ленинград): Наш современник. Третья выставка произведений ленинградских художников.
- 1978 год (Ленинград): Осенняя выставка произведений ленинградских художников.